# Victor Boret
Pour les articles homonymes, voir Boret.
Victor Boret, né le 18 août 1872 à Saumur mort le 22 avril 1952 à Neuilly-sur-Marne, est négociant en grains et homme politique français.

## Biographie
Il est né à Saumur (Maine-et-Loire). Cultivateur sélectionneur de semences (marchand de grains), il est conseiller municipal de Saumur, juge au Tribunal de commerce, conseiller général. Sa connaissance du monde agricole est grande et reconnue.
À la chambre des députés, il préside la Commission d'Agriculture. Il préside aussi la Société générale d'Encouragement, de la Fédération nationale des collectivités rurales d'électrification. Il est aussi vice-président du Conseil supérieur de l'Agriculture.
Il est ministre de l'Agriculture et du Ravitaillement de 1917 à 1919, nommé par Clemenceau. Il est élu sénateur de la Vienne en 1927.
Il a un but constant. Celui de repeupler les campagnes, de développer l'agriculture, de permettre aux agriculteurs de devenir leurs propres patrons et d'accéder à la propriété. Cause qu'il défend avec ardeur à chaque fois qu'il en est besoin. Comme beaucoup d'hommes politiques de son époque, il se rend en URSS. C'est à partir de ce voyage d'étude qu'il écrit Le Paradis Infernal en 1933. Son analyse est à la fois pratique et pertinente. Il est favorable aux échanges commerciaux avec la nouvelle puissance mais émet des doutes concernant les bienfaits du collectivisme.
Bien qu'il soit né à Saumur (Maine-et-Loire), qu'il commence sa carrière politique à Saumur et qu'il a des responsabilités nationales, une partie de la carrière de Victor Boret se passe dans la Vienne. Il est élu conseiller de Moncontour en 1910, député de Loudun de 1910 à 1927 et sénateur de la Vienne de 1927 à 1942. Il meurt le 22 avril 1952 à Neuilly-sur-Marne.